# Missiekapel (Heythuysen)

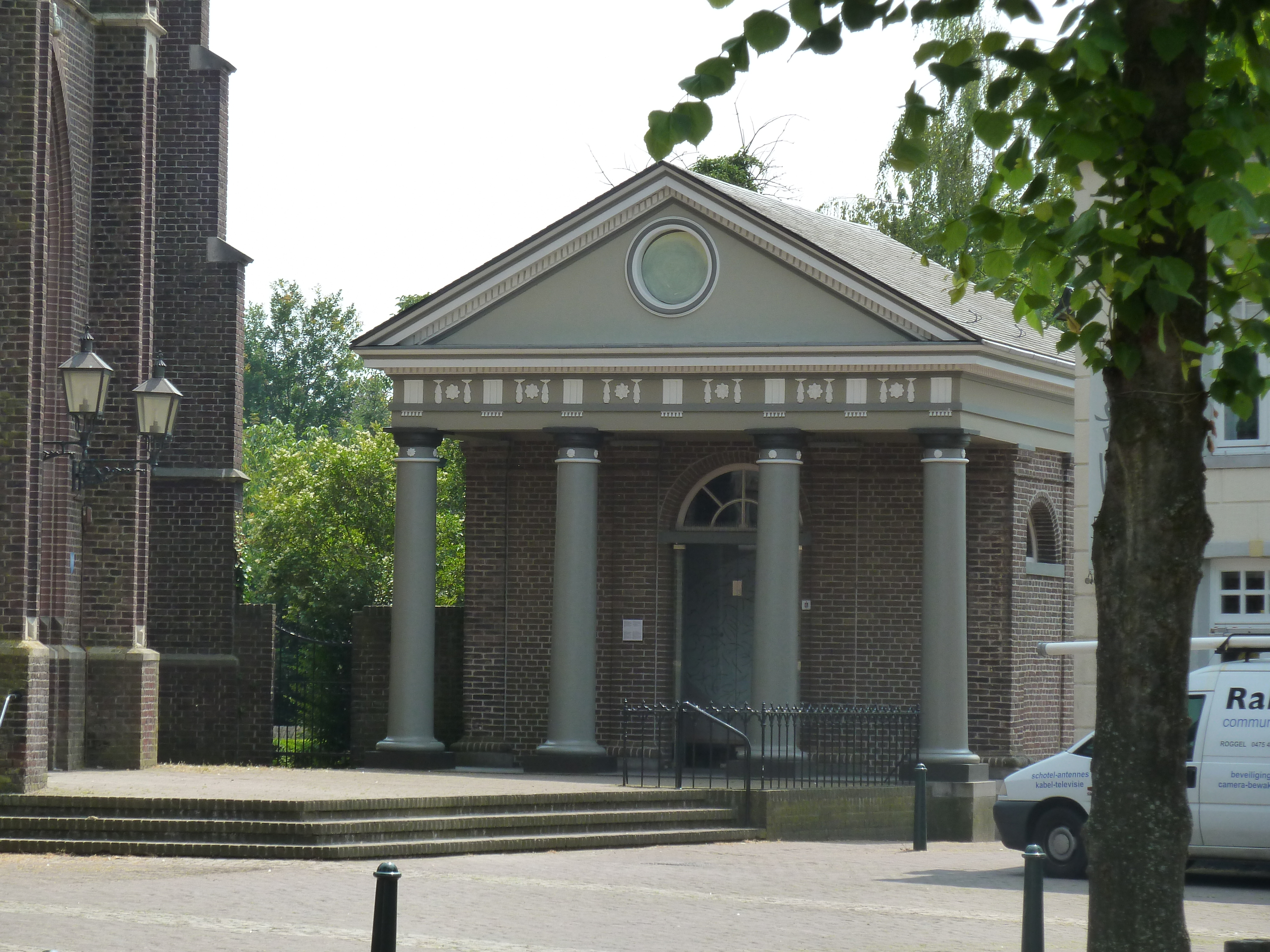
Kerkhofkapel

De Missiekapel of Kerkhofkapel is een kapel in het dorp Heythuysen in de Nederlands Midden-Limburgse gemeente Leudal. De kapel staat aan de Dorpstraat en de Luytersteegstraat direct ten zuidwesten van de Sint-Nicolaaskerk.

## Geschiedenis
Vanaf ongeveer halverwege de 19e eeuw tot halverwege de 20e eeuw werden er volksmissies gehouden die georganiseerd werden door de paters redemptoristen. Daarbij werd er vaak een missiekruis of missiegroep (kruis met corpus, en de beelden van Maria en Johannes) opgericht. Zo ook in Heythuysen, waar de missiegroep onder in de toren werd geplaatst.
In 1847 werd de kerktoren afgebroken en werd er een nieuwe toren gebouwd, maar daarin was er te weinig ruimte voor het plaatsen van de missiegroep. Om toch een ruimte te hebben voor de missiegroep, werd er nabij de hoofdingang van de Sint-Nicolaaskerk een missiekapel gebouwd waarin de missiegroep haar thuis zou krijgen. De kapel kwam in 1851 gereed. Naast het gebruik als missiekapel is ze ook gebruikt als kerkhofkapel en kleuterschool.
Op 17 september 1968 werd de kapel ingeschreven in het rijksmonumentenregister.
In 1987 werd er een stichting opgericht om de vervallen kapel te restaureren en een nieuwe bestemming te geven.
In 2009 kreeg de kapel eindelijk een nieuwe bestemming in de vorm van een kunsttempel. In het gebouw worden dan kunstobjecten geplaatst die van buiten via een glazen deur te bekijken zijn.

## Bouwwerk
De kapel is gebouwd in neoclassicistische stijl en wordt gedekt door een zadeldak. De frontgevel heeft de vorm van een oude Griekse of Romeinse tempel en bestaat uit vier zuilen in de Dorische orde met daarboven een fronton. In de wand achter de zuilengalerij zijn pilasters aangebracht, evenals in de zijgevels.